# حزب الاستقلال الألاسكي
حزب الاستقلال الألاسكي (بالإنجليزية: Alaskan Independence Party)‏ هو حزب سياسي قومي ألاسكي وليبرتاري محافظ تأسس في سنة 1984. يطالب هذا الحزب بإستقلال ألاسكا عن الولايات المتحدة، يؤيد هذا الحزب سياسة حق استخراج النفط وإمتلاك السلاح والتعليم المنزلي والحكومة المحدودة. يشغل بوب بيرد منصب رئيس الحزب.